# Маркано, Иван
Иван Маркано Сьерра (исп. Iván Marcano Sierra; 23 июня 1987, Сантандер, Испания) — испанский футболист, защитник клуба «Порту».

## Биография

### Клубная карьера
Начинал своё карьеру в клубе из родного города «Расинг», где и дебютировал в матче против «Альмерии». Вскоре после дебюта, он получает серьёзную травму и выходит из строя сроком на 3 месяца.
В сезоне 2008/09 он закрепился в основном составе под руководством нового тренера Хуана Муниса. В пятой игре Ла Лиги он отличился забитым мячом в ворота «Мальорки». На протяжении всего сезона, он был основным левым защитником в команде.
В начале июля 2009 года Иван подписал контракт на шесть лет с «Вильярреалом». В начале сезона 2009/10 он также был основным на своей позиции, но после нескольких невыразительных матчей, Иван потерял место в основном составе. А на его позиции появился молодой аргентинский защитник Мусаккио, который начало сезона провел в фарм-клубе «Расинг B».
8 июня 2010 года после неудачного сезона в «Вильярреале», он отправился в аренду в другой испанский клуб Ла Лиги «Хетафе». После травм Педро Марио Альвареса и Рафаэля Лопеса Гомиса, он окончательно закрепился в основном составе, в том сезоне команде Ивана с большим трудом удалось удержаться в Ла Лиги. Свой единственный гол за «Хетафе» забил «Спортингу» из Хихона, а матч завершился разгромом последних со счетом 3:0.
В 2011 году на правах аренды подписал контракт с греческим «Олимпиакосом».
15 марта 2012 года забил гол за свой клуб в Лиге Европы харьковскому «Металлисту».
2 июня 2012 года подписал контракт с казанским «Рубином», соглашение рассчитано на 4 года. «Рубин» заплатил «Вильярреалу» за Маркано 5 млн евро. Дебютировал в «Рубине» 14 июля 2012 года в матче за Суперкубок России против «Зенита» (2:0). 17 ноября 2012 года забил первый гол за «Рубин» в рамках чемпионата России 2012/13. 11 апреля 2013 года забил гол в матче Лиги Европы против «Челси» 3 октября забивает победный гол в ворота «Зюлте-Варегем» («Рубин» победил 4:0).
24 января 2014 года официальный сайт «Рубина» объявил о переходе на правах аренды Ивана Маркано в греческий «Олимпиакос». Арендное соглашение рассчитано на полгода с правом дальнейшего выкупа игрока.
11 августа 2014 года «Порту» на своем официальном сайте объявил о переходе из «Рубина» защитника Ивана Маркано. Соглашение испанского футболиста с «драконами» рассчитано на четыре года.
31 мая 2018 года на правах свободного агента перешел в «Рому».

### В сборной
Провел один матч за молодёжную сборную Испании.

## Достижения
«Олимпиакос»
- Чемпион Греции (2): 2011/12, 2013/14
- Обладатель Кубка Греции: 2012

«Рубин»
- Обладатель Суперкубка России: 2012

«Порту»
- Чемпион Португалии (3): 2017/18, 2019/20, 2021/22